# Edward B. Lewis

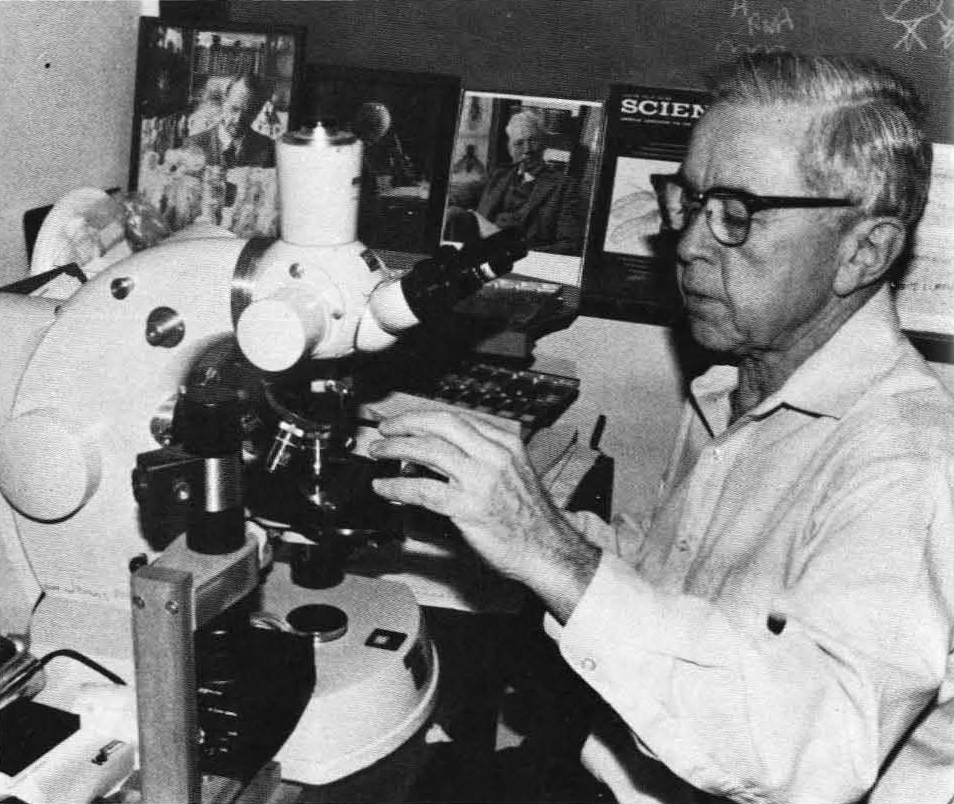
Edward B. Lewis (1986)

Edward Bok Lewis (* 20. Mai 1918 in Wilkes-Barre, Pennsylvania; † 21. Juli 2004 in Pasadena, Kalifornien) war ein US-amerikanischer Genetiker. Er war Träger des Nobelpreises für Physiologie oder Medizin 1995.
Lewis studierte an der University of Minnesota bis 1939 und am California Institute of Technology (CalTech) in Pasadena Biologie und Genetik. Am Caltech, wo auch der Biophysiker und Mitbegründer der Molekulargenetik Delbrück wirkte, wurde er 1942 im Fach Genetik promoviert. Während des Zweiten Weltkriegs arbeitete Lewis als Meteorologe für die US-Armee. Zurück am California Institute of Technology wurde Lewis 1946 Assistant Professor für Biologie, im folgenden Jahr Associate und schließlich 1956 Full Professor für Biologie.
1992 wurde er mit dem Louisa-Gross-Horwitz-Preis ausgezeichnet. 1995 teilte er sich mit Christiane Nüsslein-Volhard und Eric F. Wieschaus den Nobelpreis für Physiologie oder Medizin für seine „grundlegenden Erkenntnisse über die genetische Kontrolle der frühen Embryoentwicklung“. 1983 war er mit der Thomas Hunt Morgan Medal und 1987 mit einem Gairdner Foundation International Award ausgezeichnet worden. 1967 war Lewis Präsident der Genetics Society of America. 1968 wurde er National Academy of Sciences, 1971 in die American Academy of Arts and Sciences und 1990 in die American Philosophical Society gewählt.
Edward Lewis war verheiratet mit Pamela Lewis und hatte drei Kinder.